# フォールズチャーチ (バージニア州)
フォールズチャーチ（英: Falls Church）は、アメリカ合衆国バージニア州北東部にある独立市。ワシントンD.C.の郊外に位置している。人口は1万4658人（2020年）。周りをフェアファックス郡とアーリントン郡に取り囲まれている。
フォールズチャーチという名前は18世紀のイングランド国教会の教区から採られた。1875年にフェアファックス郡の中でタウンシップとなり、1948年に独立市となって郡相当の政府を持った。
現在の市域には昔からフォールズチャーチと呼ばれていた地域の全てを含んでいるわけではない。例えばセブンコーナーズなど現在フェファックス郡の中でフォールズチャーチの郵便地区となっている所、またイーストフォールズチャーチと呼ばれるアーリントン郡に入っている所であり、後者は1875年から1936年までフォールズチャーチ町の一部だった。アメリカ合衆国商務省経済分析局は統計上の目的で、フォールズチャーチ市とフェアファックス市およびフェアファックス郡を1つにしている。

## 歴史
フォールズチャーチ市は1948年に法人化され、その領域は昔からフォールズチャーチと呼ばれていた地域の中心部のみとなった。外れた地域は現在もフォールズチャーチと呼ばれており、以下ではその全体について触れる。

### 16世紀と17世紀
16世紀後半と17世紀前半、フォールズチャーチ市となった地域はアルゴンキン語族インディアンが支配する世界であり、南には協力はポウハタン連邦があった。現在のワシントンD.C.に近いアナコスチャ川下流を中心にアナコスタン族が支配していた。探検家のジョン・スミスは1608年にここを訪れた。アナコスタン族はピスカタウェイ大酋長の下に組織され、1630年には13人の支配者が継承してきたと主張していた。トーセネント/ドーグス族が1660年代にピスカタウェイ族の領土に流れてきた。この部族はポウハタン連邦からイロコイ連邦に政治的な結びつきを強めていた。
現在の市域で最初期の集落として知られているものは、現在ワシントン通り北がコロンビア通りと交差する地点の南にあった。ただしアナコスタン族かドーグス族かは不明である。フォールズチャーチのすぐ東、ウィルソン・ブールバード沿いにポウハタン・スプリングスがあり、ポウハタンが秋の集会を招集した所とされている。今日のブロード通りとグレートフォールズ通りは、昔からの交易
と通信のルートに沿っている。
17世紀後半、特に1676年のベイコンの反乱の後、バージニアの海岸地域からイングランド人開拓者がこの地域に移ってきた。地元の伝承に拠れば、「ビッグ・チムニーズ」の邸宅と酒場の煙突には「1699」と書かれており、ここからこの地域で最初のヨーロッパ系開拓地ができた年とされている。この家屋があった場所は現在、アナンデール道路西とメイプル道路北の角、ビッグチムニー公園にある。

### 18世紀
市名の由来となったフォールズ教会は、当初ウィリアム・ガネルの教会と呼ばれ、1733年にトルロ教区のために木造で建設された、この教区はその2年前にクアンティコを中心とするさらに大きな教区から分かれて形成されていた。1757年までにフォールズ教会と呼ばれるようになった。ポトマック川のリトルフォールズから続くうねりのあるタバコ道路沿いにあったからだった。ジョージ・メイソンが1748年に教区委員となり、ジョージ・ワシントンも1763年に務めた。ジェイムズ・レンが設計した煉瓦造りの教会が1769年に建設されて木造のものに置き換わった。この時点で新設されたフェアファックス教区の庁舎所在地となった。アメリカ独立戦争後の1784年、バージニア州はイングランド国教会を分離し、もはや国教会ではなくなった。それから間もない1789年、フォールズ教会は廃止され、再度使われたのは1836年になって米国聖公会教会ができたときだった。レンが設計した建物は現在も残っており、ワシントン通り南、ブロード通り東、フェアファックス通り東に囲まれている。

### 19世紀

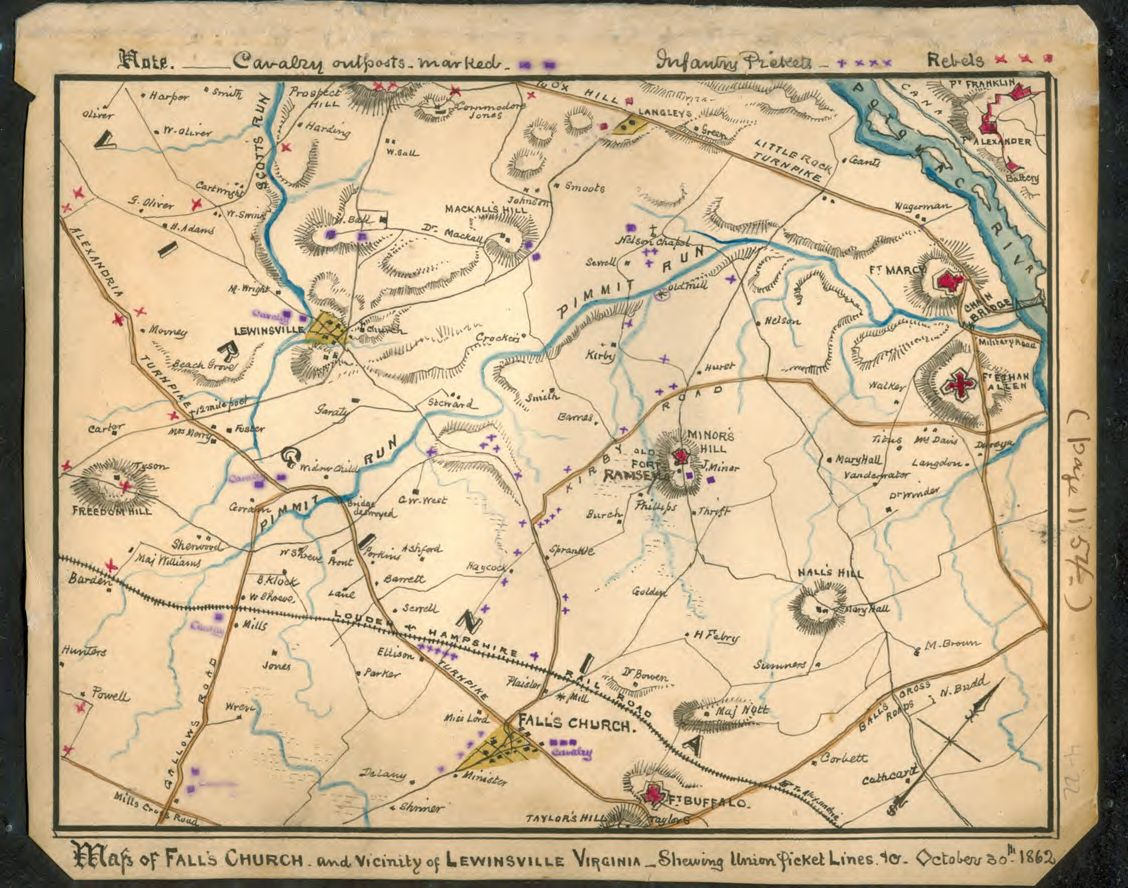
南北戦争時の地図 フォールズチャーチは下中央

バージニア植民地の多くの開拓地と同様に、フォールズチャーチはイングランド国教会を起点とする大型プランテーションの1地区として始まった。1800年までに大土地所有から小さな農園に分割が進み、その多くは奴隷労働者に頼っていた。土壌がタバコ栽培で疲弊したので、小麦、トウモロコシ、ジャガイモ、果物など土地の市場に出す新しい作物が栽培された。これと同じ時期にアメリカ合衆国の首都がフィラデルフィアからワシントンD.C.に移され、フォールズチャーチの近くにも次第に労働者が入ってくるようになった。連邦政府機関に行き来する旅人のために酒場も開かれた。
南北戦争開戦の時までに、土地とよりましな気候を求めて北部人が流入するようになっていた。バージニア州が連邦からの脱退を問うた住民投票では、賛成が75%、反対が25%だった。戦争初期には度々町を支配する軍が変わった。南軍の将軍ジェイムズ・ロングストリートが第一次ブルランの戦いの後でホームヒル（現在はロートン通り沿いロートン邸）を作戦本部に使った。北軍気球司令部のタデウス・ローが、セブンコーナーズのテイラーズタバーンから熱気球を揚げ、最初の空中偵察を行った。南軍がフォールズチャーチの町を占領すると、ローがアーリントンハイツから気球を揚げて空中偵察を行い、電信でチェインブリッジ近くの砲兵隊に指示を出すというやり方で空中誘導の砲撃を行った。この経過は特にマイナーズヒルとアプトンズヒルの軍事施設で、広範に文書化されている。
レコンストラクション時代の後、フォールズチャーチは農業社会に留まっていた。1875年にタウンシップとなった。初代町長はジョン・ジョセフ・モラン博士であり、エドガー・アラン・ポーの死を看取った医者として知られた。
1887年、フォールズチャーチは当時「有色人入植地」と呼ばれていた、現在のリー・ハイウェイの南にあった地区をフェアファックス郡に返還した。

### 20世紀
1900年までにフォールズチャーチの町の人口は1,007人となり、フェアファックス郡では最大の町だった。当時の住民の多くは北部州などから移ってきていた。1904年の町の地図には125軒の家と、広さ2エーカー (8,000 m2)  から132エーカー (530,000 m2) の土地が示されている。町は商業と文化の中心となり、55軒の店と事務所、7棟の教会があった。1915年、町の人口は1,386人となり、白人が88%、黒人が12%だった。
1912年、バージニア州は自治体に住民の分離を法制化する権限を与え、フォールズチャーチの町政委員会もすぐに、有色人地区を指定する条例を発効した。その中には白人が住むことができず、黒人はそこを出て住むことが許されなかった。この地区の外に住んでいた黒人土地所有者は移転する必要がなかったが、土地を売却するときは白人に対してのみ認められた。この条例に反対して有色市民保護同盟が結成され、条例の執行を妨げる動きをした。この同盟は1915年に全米黒人地位向上協会では初の田園部支部となった。1917年11月、この人種差別法はアメリカ合衆国最高裁判所によって無効化されたが、フォールズチャーチ市政委員会が正式にこの法を撤廃したのは1999年2月になってからだった。
フランク・ロイド・ライトがバージニア州に建設した家屋は3軒しかないが、その1つがフォールズチャーチのロカスト通り1005にあった（現在の市域かはら外れ、フェアファックス郡内）。1939年にジャーナリストのロレン・ポープとその妻シャーロット・ポープが発注し、ライトのユソニアン原則に従ったこの家は1941年に完工した。ポープ夫妻はこの家を1946年に、ロバート・リーハイとマージョリー・リーハイ夫妻に売却した。1963年、州間高速道路66号線の建設のために、この家は接収されそうになった。1964年、当時未亡人になっていたマージョリー・リーハイはこの家を全米歴史建造物保護信託に寄付した。この家は解体され、ウッドローン・プランテーションに運ばれて再組み立てされ、1965年にはポープ・リーハイ邸として一般公開された。
1948年、フォールズチャーチは独立市になった。市のウェブサイトに拠れば、「高い評価の得られる教育体系を作るため」とされている。当時の教育体系は、南部では普通のことだが、人種分離されていた。1954年「ブラウン対教育委員会裁判」でアメリカ合衆国最高裁判所の判決が出た後、市教育委員の1人が黒人生徒にフォールズチャーチ市の学校に入学できるよう推進した。彼等はそれまでフェアファックス郡の学校に入学しており、市は郡に授業料を払っていた。しかし、州政府の「大量抵抗」法（スタンリー・プランと呼ばれた）が学校の人種統合を妨げた。1959年に行われた教育委員の選挙で、教育予算全体の増額を働きかけた「シティズンズ・フォー・ア・ベター・カウンシル」が支援した候補者が、委員会の多数を獲得した。このより「革新的な」委員は、バージニア州の1959年「選択の自由」法で認められたように、選別された黒人生徒をフォールズチャーチ市の学校に入学させることを認めた。1961年秋、2人はメイソン高校、1人はマディソン小学校に、計3人の生徒が入学願書を提出し、その秋、市の学校への入学を認められ出席した。1963年、メイソン高校の生徒の1人が、ワシントン通りにあるステート・シアターの完全な人種差別撤廃に貢献した。それ以前は黒人の観客は入れなかった。
1975年にサイゴン市が陥落し、ベトナム戦争が終わった後で、北バージニアに南ベトナムからの避難民の社会が形成され始めた。その兆候の1つが、1984年に市の南東隅、セブンコーナーズに建設されたベトナム系アメリカ人のショッピングセンター、イーデンセンターであり、サイゴンにあった伝統的な門、守護者のライオン、時計塔が誂えられている。レストランや、パン屋などの店舗もある。

## 歴史的な場所
チェリーヒル・ファームハウスは1845年に建設されたギリシャ復古調の農園家屋であり、付属する納屋は1856年に建設された。現在はフォールズチャーチ市が所有管理し、夏の選別された土曜日に公開されている。
ティナーヒルのアーチとティナーヒル文化遺産財団は、地域でのアフリカ系アメリカ人初期歴史の中心であり、全米黒人地位向上協会の最初の田園部支部があった場所である。
コロンビア特別区のために1791年に据えられた境界石のうち2つが、フォールズチャーチ市とアーリントン郡の境界にある公設公園にある。
アメリカ合衆国国家歴史登録財に指定されている場所
| 場所                                           | 建築年   | 住所                      | 指定年 |
| ---------------------------------------------- | -------- | ------------------------- | ------ |
| バーチ邸（ジョセフ・エドワード・バーチの邸宅） | 1840年   | ブロード通り東312         | 1977年 |
| チェリーヒル（ジョン・ミルズの農園）           | 1845年   | パーク・アベニュー312     | 1973年 |
| フォールス教会                                 | 1769年   | フェアファックス通り東115 | 1970年 |
| コロンビア特別区教会標、SW 9石                 | 1791年   |                           | 1976年 |
| コロンビア特別区教会標、西コーナーストーン     | 1791年   | メリディアン通り2824      | 1991年 |
| マウントホープ                                 | 1790年代 | オーク通り南203           | 1984年 |

## 地理
フォールズチャーチ市は 北緯38度52分56秒 西経77度10分16秒 / 北緯38.88222度 西経77.17111度 に位置している。
アメリカ合衆国国勢調査局に拠れば、市域全面積は2.2平方マイル (5.7 km2) であり、全て陸地である。市の中心はバージニア州道7号線（ブロード通り西、リーズバーグ・パイク）とアメリカ国道29号線（ワシントン通り、リー・ハイウェイ）の交差点である。
トリップスランが市の3分の2を排水しており、残りはフォーマイルランに流れる。フォーマイルランは北から市内を見下ろすマイナーズヒルの麓を流れ、東には境界になるアプトンズヒルがある。
フォールズチャーチ市はバージニア州の独立市として面積最少である。バージニア州の独立市は郡相当と見なされているので、国内の郡相当地域としても面積最少である。

### 交通

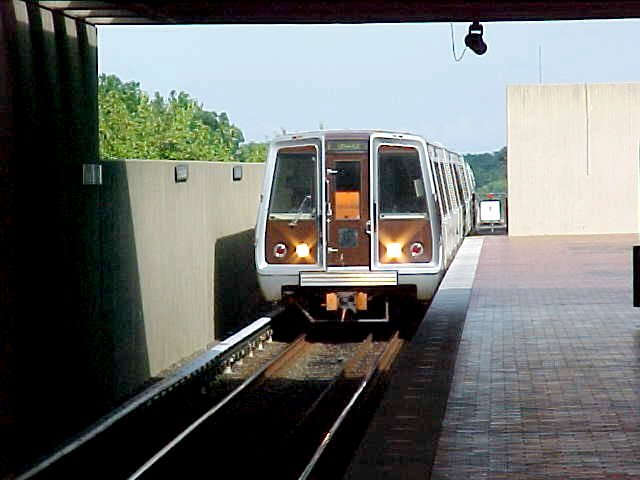
イーストフォールズチャーチ駅に入ってくるワシントンメトロの列車

ワシントンメトロの駅で「フォールズチャーチ」が名前に付く駅は2つあるが、市内には無い。イーストフォールズチャーチ駅はアーリントン郡にあり、ウェストフォールズチャーチ駅はフェアファックス郡にある。
- ワシントンメトロのシルバーラインはイーストフォールズチャーチ駅までオレンジラインと共有し、そこから北西に分岐し、ダレス国際空港に達する。イーストフォールズチャーチ駅は乗換駅になる。
- ワシントンメトロ地域交通局はフォールズチャーチ市を含みワシントン大都市圏のバス便を運行している。
- ワシントン・アンド・オールドドミニオン鉄道トレイル72キロメートルの小部分が市内を通っている。市域の西、ブロード通り近くで市内に入る。このトレイルは元ワシントン・アンド・オールドドミニオン鉄道など様々な先行鉄道の路床を使っている。鉄道は1860年から1951年5月31日まで旅客を運んでいた。ただし、南北戦争の間の数年間は例外である。路線は1968年8月に閉鎖され、貨物列車も運行を止めた。ロナルド・レーガン・ワシントン・ナショナル空港近くでマウントバーノン・トレイルと交差するところで終わるフォーマイルラン・トレイルは、市内のヴァンビューレン通りで始まっている。このトレイルはワシントンD.C.までの自転車通勤道になっている。

## 人口動態
以下は2010年国勢調査による人口統計データである。
| 基礎データ - 人口: 12,332人 年齢別人口構成 - 18歳未満: 23.4% - 18-24歳: 5.1% - 25-44歳: 31.1% - 45-64歳: 28.1% - 65歳以上: 12.2% - 年齢の中央値: 40歳 - 性比（女性100人あたり男性の人口） - 総人口: 94.8 - 18歳以上: 89.9 世帯と家族（対世帯数） - 18歳未満の子供がいる: 30.1% - 結婚・同居している夫婦: 47.1% - 未婚・離婚・死別女性が世帯主: 8.6% - 非家族世帯: 41.4% - 単身世帯: 33.8% - 65歳以上の老人1人暮らし: 10.1% - 平均構成人数 - 世帯: 2.31人 - 家族: 3.01人 | 収入と家計 - 収入の中央値 - 世帯: 74,924米ドル - 家族: 97,225米ドル - 性別 - 男性: 65,227米ドル - 女性: 46,014米ドル - 人口1人あたり収入: 41,051米ドル - 貧困線以下 - 対人口: 4.2% - 対家族数: 2.8% - 18歳未満: 4.3% - 65歳以上: 4.1% |

## 政治
フォールズチャーチ市は7人の委員で構成される市政委員会が統治しており、委員は市全体を選挙区に4年間任期で選ばれ、2年毎に半数が改選されている。委員は通常別に常勤の職業を持っているその道の専門家である。毎年最低22回の委員会と22回のワークセッションに出席することに加え、地元の専門委員会や地域組織の会合にも出席する。何人かの委員は地域組織の委員でもある。また委員は地域自治体連合など州全体が関わる委員会にも参加する。市長は委員の互選で選出される。市政府は市政委員会・マネジャー方式を採用しており、市マネジャーは委員会に雇用され、市の管理部門長として機能する。
市の選挙の候補者は通常全国的な政党の指名を受けない。
市のサービスと機能には、教育、レクリエーションと公園、図書館、土地用途、区域分け、建築物検査、街路の保守、雨水制御、上下水道管理がある。アメリカの樹木の都市に指定されるフォールズチャーチ市には樹木専門家が常勤で雇われている。公共事業の中には特殊な健康管理福祉サービス、裁判、輸送、消防・救急サービスなど、隣接するアーリントン郡やフェアファックス郡との合意で遂行されるものもある。
フォールズチャーチ市はフェアファックス郡東部のタイソンズコーナーやメリーフィールドなど商業地域に上水の供給を行っている。

## 経済
2011年、フォールズチャーチ市の世帯当たり年間収入の中央値が113,313米ドルとなり、全米の郡相当地域で第1位となった。フォーチュン500には、コンピュータ・サイエンシズ、ジェネラル・ダイナミクス、ノースロップ・グラマンがその本社をフォールズチャーチ市内に持っていることになっているが、実質的にはフェアファックス郡内である。

## 主要雇用主
フォールズチャーチ市の2011年包括的財務報告書に拠れば、郡内の主要雇用主は次の通りである。
| 雇用主                                 | 従業員数 |
| -------------------------------------- | -------- |
| フォールズチャーチ市公共教育学区       | 372      |
| カイザー・パーマネンテ                 | 260      |
| フォールズチャーチ市                   | 241      |
| クーンのフォードモーター と 日産自動車 | 173      |
| タックス・アナリスツ                   | 172      |
| BG ヘルスケア・サービス                | 150      |
| ケア・オプションズ                     | 134      |
| アン・オニール                         | 130      |
| BJ's ホールセールクラブ                | 118      |

## 教育
フォールズチャーチ市の公共教育はフォールズチャーチ市公共教育学区が管轄している。
- マウント・ダニエル小学校、幼稚園前、幼稚園、1年生を教える
- トーマス・ジェファーソン小学校、2年生から4年生
- メアリー・エレン・ヘンダーソン中学校、5年生から7年生
- ジョージ・メイソン高校、8年生から12年生

上記4つの学校の中で、トーマス・ジェファーソン小学校のみが市域にあり、他の3校は隣接するフェアファックス郡内にある。フォールズチャーチ高校はこの学区に入っておらず、フェアファックス郡公共教育学区に入っている。フォールズチャーチ市の生徒を受け入れていない。
フォールズチャーチ市は毎年3人の生徒をフェアファックス郡のマグネットスクールであるトーマス・ジェファーソン科学技術高校に送る資格がある。
市内には幼稚園生から8年生を教える教区学校のセントジェイムズ・カトリック学校がある。

## メディア
「フォールズチャーチ・ニューズ・プレス」は、1991年に発刊した無料週刊紙であり、地元のニュースや解説に特化し、また全国紙のコラムも載せている。
「ザ・フォールズチャーチ・タイムズ」はオンラインのニュースと意見のサイトであり、2008年に始められた。「ザ・フォールズチャーチ・ポスト」は地域社会のオンライン・ニューズマガジンであり、日々更新され、2週間に1度は大きな記事が載る。全国紙や地域紙である「ワシントン・イグザミナー」、「ワシントン・タイムズ」、「ワシントン・ポスト」も入手できる。
FMラジオのWAMUは、地域向けニュースや意見を流している。

## 行事と文化

### 年間行事
メモリアルデイのパレード、少なくとも1950年代から開催され、バンド、軍隊、民間団体、消防・救急隊が参加し、近年では、食事、工芸品、非営利団体のブース、3キロ競走（2009年には3,000人が参加）などストリート祭になってきた。
フォールズチャーチ市ファーマーズマーケットは、1月3日から4月25日は午前9時から正午まで、5月2日から12月26日は午前8時から正午まで、毎週土曜日に、パーク・アベニュー300の市役所駐車場で開催されている。地域の出し物に加え、2010年にはアメリカ農地信託が選ぶアメリカの好ましいファーマーズマーケット、中間規模のクラスで第1位に挙げられた。

### 文化組織
フォールズチャーチ村保存・改良協会は最初は1885年にアーサー・ダグラスが設立し、1965年に紙の歴史、文化、美化を促進するために再設立された。
ティナーヒル文化遺産財団は、公民権運動とアフリカ系アメリカ人の歴史と文化を保存するために、1997年にエドウィン・Bヘンダーソン2世が設立した。フォールズチャーチ市は全米黒人地位向上協会初の田園部支部が設立された所であり、町内に人主差別地区を設けることで、差別条例を通そうとした1915年におきた事件が発端になった。1917年、アメリカ合衆国裁判所が「ブキャナン対ウォーリー事件」の判決を下し、この条例は実施されなかった。
市内バージニア・アベニュー北120にあるメアリー・ライリー・スタイルズ公共図書館は1928年に設立され、現在の建物は1958年に建て直され、1993年に拡張された。収集品の回覧に加え、新聞、政府文書、写真など地元の歴史に関わる収集品を収めている。
市内ワシントン通り北220にあるステート・シアターでは様々な芸能公演を行っている。1936年に映画館として建設され、東海岸で最初の空調が施された劇場と評判になった。1983年に閉鎖され、1990年にステージ、バー、レストランなど大々的な改修が行われ、音楽会場として再開された。

## 著名な出身者

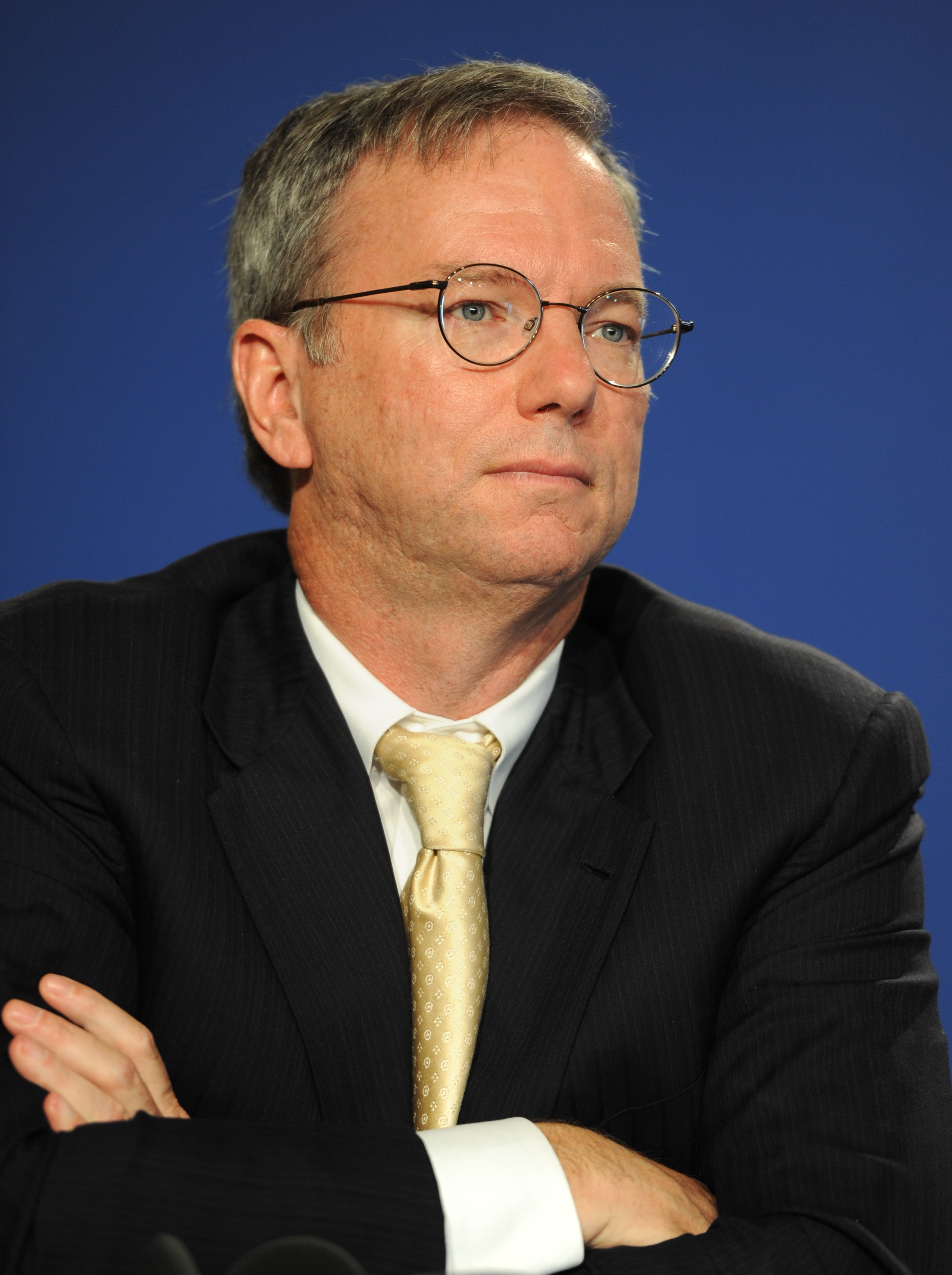
エリック・シュミット

- エリック・シュミット、Googleの執行役員かつ元CEO、ノベルの元CEO、2012年時点世界の長者番付第138位[49]